# Pristimantis supernatis
Espèce
Synonymes
- Eleutherodactylus supernatis Lynch, 1979

Statut de conservation UICN

 VU B1ab(iii,v) : Vulnérable
Pristimantis supernatis est une espèce d'amphibiens de la famille des Craugastoridae.

## Répartition
Cette espèce se rencontre entre 2 540 et 3 200 m d'altitude :
- en Équateur dans la cordillère Orientale dans la province de Carchi ;
- en Colombie dans les départements de Tolima, de Cauca, de Huila et de Nariño dans la cordillère Centrale.

## Publication originale
- Lynch, 1979 : The identity of Eleutherodactylus vertebralis (Boulenger) with the description of a new species from Colombia and Ecuador (Amphibia: Leptodactylidae). Journal of Herpetology, vol. 13, no 4, p. 411-418.